# Kościół św. Wojciecha Biskupa i Męczennika w Kłobii
Kościół świętego Wojciecha Biskupa i Męczennika w Kłobii – rzymskokatolicki kościół parafialny należący do parafii pod tym samym wezwaniem (dekanat lubraniecki diecezji włocławskiej).
Jest to murowana świątynia wzniesiona w latach 1883 – 1888, wyremontowano ją w latach 1972-1974. Kościół jest otoczony ogrodzeniem murowano – stalowym z drugiej połowy XIX wieku.